# Мелкопятнистая кампетера
Мелкопятнистая кампетера (лат. Campethera punctuligera) — вид птиц семейства дятловых. Выделяют два подвида. Распространены в Африке.

## Описание
Мелкопятнистая кампетера достигает длины около 22 см и массы от 56 до 74 г. У взрослых самцов номинативного подвида лоб, макушка и затылок красного цвета; перья на макушке с серыми основаниями. Белая надбровная дуга со слабыми прожилками сзади, над глазом проходит черноватая полоска, кроющие перья уха беловатые, на скулах проходит красная полоса с чёрными крапинками. Подбородок белый, иногда с мелкими чёрными пятнами; бока шеи и горло охристо-белые с чёрными крапинками. Верхняя часть тела зелёная или желтовато-зелёная; перья с жёлтыми кончиками, желтовато-белыми стержнями, желтоватая окраска переходит на опахала, образуя различное количество полос. Надхвостье с узким полосками. Маховые перья коричневые с желтовато-белыми или белыми полосками; верх хвоста с коричневыми и жёлтыми полосками. Нижняя часть тела желтовато-белая, брюхо и нижние части боков более белые, тонкие маленькие чёрные пятнышки на груди, иногда распространяющиеся на бока; испод крыльев бледно-желтовато-белый, с тёмными полосами. Клюв средней длины, слегка загнутый книзу, широкий у основания, более узкий у ноздрей, серо-серого цвета с чёрным кончиком. Радужная оболочка от розовато-красной до фиолетовой, кожа вокруг глаз серая, ноги зеленовато-серые.
У взрослых самок лоб и макушка чёрного цвета с густыми белыми прожилками, скуловая область в чёрных и белых пятнах. Молодые особи похожи на самок, но более тёмные, более оливковые сверху, с более тёмными полосками, более охристые снизу, ноги коричневатые или голубоватые (менее зелёные), радужная оболочка коричневато-серая, у молоди обоих полов лоб и макушка чёрные без прожилок.
Подвид C. p. balia немного мельче, у него менее жёлтая верхняя часть тела, более белая нижняя часть с более крупными пятнами на более обширной площади; у самки лоб и надбровная дуга чёрные с отчётливо выраженными белыми пятнами (без прожилок).

## Вокализация
Вокализация наиболее часто представлена короткими повторяющимися криками «kweeyer» или «peer» (похожи на позывки вертишейки или обыкновенной пустельги), более сложными «wik-wik-whew-wee-yeu, wee-yweu» при контакте между партнёрами, а также мягкими «nyaa, nyaa, nyaa» или «tik-tik-tik-tik».

## Распространение и места обитания
Мелкопятнистая кампетера распространена в западных и центральных регионах Африки. Выделяют два подвида:
- Campethera punctuligera punctuligera (Wagler, 1827) — от юго-запада Мавритании и Сенегала до Камеруна, севера Демократической Республики Конго и юго-запада Судана
- Campethera punctuligera balia (Heuglin, 1871) — Южный Судан и северо-восток Демократической Республики Конго

Естественными местами обитания являются лесистые саванны и акациевые луга с редкими или широко разбросанными деревьями и участками голой земли. Встречается на высоте от уровня моря до 1000 м над уровнем моря.

## Биология
Мелкопятнистая кампетера ведёт оседлый образ жизни. Обычно добывает пищу парами или семейными группами до четырёх птиц; иногда присоединяется к стаям смешанных видов. Добывает пищу на деревьях и кустарниках, часто на масличных пальмах (Elaeis guineensis); часто обыскивает основания деревьев и спускается на землю за добычей; часто посещает термитники. Основную часть рациона составляют муравьи и их личинки, а также термиты (Isoptera).
Сезон размножения приходится на июнь—август в Сенегамбии, апрель—май в Сьерра-Леоне; ноябрь—начало апреля или до июня в Демократической Республики Конго, начинается в феврале в Нигерии. Гнездо выдалбливается в стволе дерева или выкапывается в термитнике. В кладке 2-3 яйца; информации о периодах насиживания кладки и оперения птенцов нет. Птенцы остаются с родителями в течение длительного времени после того, как покидают гнездо. 